# عطيفة بن أبي نمي
سيف الدين عطيفة بن محمد أبي نمي الحسني كان شريفًا (أميرًا) لمكة. تُوفي بمصر سنة 743هـ (1342/1343م).

## ملحوظات
1. ↑  Ibn Fahd 1988، صفحات 113–114.
2. ↑  Ibn Fahd 1988، صفحة 121.